# Dasyhelea aucklandensis
Dasyhelea aucklandensis är en tvåvingeart som beskrevs av James E. Sublette och Wirth 1980. Dasyhelea aucklandensis ingår i släktet Dasyhelea och familjen svidknott. Inga underarter finns listade i Catalogue of Life.